# 가네코 마사히로
가네코 마사히로(일본어: 金子 昌広, 1991년 2월 2일 ~ )는 일본의 축구 선수이다.

## 구단 경력
그는 2013년부터 2023년까지 J리그의 방포레 고후, 츠바이겐 가나자와, 나라 클럽에서 활동하였다.